# Leeds International Classic 1994
La 6e édition de la Leeds International Classic, auparavant nommée Wincanton Classic, a lieu le 14 août 1994. Remportée par l'Italien Gianluca Bortolami, de l'équipe Mapei-Clas, elle est la septième épreuve de la Coupe du monde.

## Classement final
| Pos. | Cycliste            | Équipe                | Temps          |
| ---- | ------------------- | --------------------- | -------------- |
| 1    | Gianluca Bortolami  | Mapei-Clas            | 6 h 3 min 29 s |
| 2    | Viatcheslav Ekimov  | WordPerfect           | m.t.           |
| 3    | Bo Hamburger        | TVM                   | + 11 s         |
| 4    | Frankie Andreu      | Motorola              | m.t.           |
| 5    | Laurent Dufaux      | Once                  | m.t.           |
| 6    | Massimo Ghirotto    | ZG Mobili             | m.t.           |
| 7    | Maximilian Sciandri | GB-MG Boys Maglificio | m.t.           |
| 8    | Gianni Faresin      | Lampre-Panaria        | m.t.           |
| 9    | Stephen Swart       | Motorola              | m.t.           |
| 10   | Flavio Vanzella     | GB-MG Boys Maglificio | +15 s          |